# La Longine
La Longine é uma comuna francesa na região administrativa de Borgonha-Franco-Condado, no departamento de Alto Sona. Estende-se por uma área de 12,4 km². Em 2010 a comuna tinha 229 habitantes (densidade: 18,5 hab./km²).